# Amèlia de Girona
Amèlia és una de les màrtirs cristianes que van ser morts a Girona durant les persecucions de Dioclecià, en començar el segle iv. No se sap res més de la seva vida. El seu nom apareix a un antic breviari de Girona, juntament amb altres màrtirs com els Quatre Sants Màrtirs (Germà, Just, Paulí i Sici) o Feliu, també morts cap al 303-304. En 1336, Arnau de Montrodon, bisbe de Girona, va descobrir les relíquies dels màrtirs i va dedicar-los la capella dels Sants Màrtirs, a la Catedral de Girona, on avui hi ha el sepulcre dels quatre màrtirs. La manca de dades fa que no es pugui assegurar ni tan sols que existís realment: el fet que no tingui una llegenda desenvolupada al seu voltant fa més creïble el fet que pogués tractar-se de la figura real d'una màrtir.